# Sonia Bergamasco
Pour les articles homonymes, voir Bergamasco (homonymie).
Sonia Bergamasco, née le 16 janvier 1966 à Milan (Italie), est une actrice, musicienne et metteure en scène italienne.

## Biographie
Sonia Bergamasco, actrice et metteuse en scène, musicienne et poète, est diplômée en piano du Conservatoire Giuseppe Verdi de Milan et en théâtre à l'école du Piccolo Teatro di Milano,. Après ses débuts dans Arlequin serviteur de deux maîtres de Giorgio Strehler, elle a travaillé dans Pinocchio de Carmelo Bene et avec des metteurs en scène tels que Theodoros Terzopoulos et Massimo Castri, au théâtre.
En 2003, elle a été nommée pour les Rubans d'argent et le Globe d'or de la meilleure actrice pour le film Nos meilleures années. Au cinéma, elle a joué avec des réalisateurs tels que Silvio Soldini, Giuseppe Bertolucci, Liliana Cavani, Marco Tullio Giordana, Bernardo Bertolucci ou Gennaro Nunziante. Elle est la marraine de la Mostra de Venise 2016.
Elle soutient l'organisation Médecins sans frontières. En 2017, elle a visité trois hôpitaux de MSF en Jordanie pour la campagne Cure nel Cuore dei conflitti.

## Vie privée
Elle se marie en 2000 à l'acteur Fabrizio Gifuni avec lequel elle a deux enfants.

## Filmographie

### Au cinéma
- 1994 : Miracoli, storie per corti
- 1994 : D'estate
- 2000 : Voci : Ludovica
- 2000 : Il mnemonista : Eva
- 2001 : Come si fa un Martini
- 2001 : L'amore probabilmente : Sofia
- 2003 : Nos meilleures années (La meglio gioventù) : Giulia Monfalco
- 2003 : Amorfù : Elena
- 2006 : Musikanten : Marta
- 2007 : Peopling the Palaces at Venaria Reale
- 2007 : Niente è come sembra
- 2008 : Une histoire italienne (Sanguepazzo) : Prigioniera
- 2008 : All Human Rights for All : Marta (segment "Cellule")
- 2009 : La straniera : Giada
- 2009 : Giulia non esce la sera : Benedetta
- 2010 : La donna della mia vita : Carolina Forti
- 2011 : Senza arte né parte : Consulente finanziaria
- 2011 : Maledimiele : Anna
- 2012 : Moi et toi (Io e te) : Lorenzo's mother
- 2016 : Quo vado? : Dottoressa Sironi
- 2017 : Riccardo va all'inferno
- 2017 : Come un gatto in tangenziale de Riccardo Milani

### À la télévision
- 2009 : Bakhita, de l'esclavage à la sainteté, de Giacomo Campiotti : Angelica Marin
- À partir de 2016 (depuis la saison 10) : Commissaire Montalbano (Il Commissario Montalbano) : Livia Burlando[Note 1]. Dans le premier épisode de la saison 10 (à la 102e minute) on voit Sonia Bergamasco jouer un extrait d'une étude de Chopin[Note 2].

## Œuvres lyriques
- Don Perlimplin : Bélise
- Les Noces de Figaro de Wolfgang Amadeus Mozart : mise en scène à l'Opéra de Florence pour le festival annuel Maggio Musicale Fiorentino de 2019[4].

## Récompenses et distinctions

### Récompenses
- 2004 : Ruban d'argent de la meilleure actrice pour Nos meilleures années

### Nominations
- 2004 : Globe d'or de la meilleure actrice pour Nos meilleures années
- 2016 : David di Donatello de la meilleure actrice dans un second rôle pour Quo vado?